# HD 20782
HD 20782 ist ein etwa 116 Lichtjahre entfernter, sonnenähnlicher Stern im Sternbild Fornax. Er besitzt eine scheinbare visuelle Helligkeit von 7,4 mag. Der Stern wird von einem Exoplaneten mit der systematischen Bezeichnung HD 20782 b mit einer Umlaufperiode von knapp 600 Tagen umrundet.

## Planetarer Begleiter
HD 20782 b befindet sich in einem stark elliptischen Orbit mit einer Exzentrizität von 0,96 und einer großen Halbachse von ca. 1,4 Astronomischen Einheiten. Die Mindestmasse liegt unter 2 Jupitermassen; dies lässt annehmen, dass es sich um einen Gasplaneten handelt. Das Objekt wurde mit Hilfe der Radialgeschwindigkeitsmethode entdeckt.